# 南部町立南部中学校 (山梨県)
南部町立南部中学校（なんぶちょうりつ なんぶちゅうがっこう）は山梨県南巨摩郡南部町にある公立の中学校である。

## 沿革

### 南部町立南部中学校（旧校）
1955年（昭和30年）に睦合村と栄村が合併し南部町（旧制）が誕生した際、中学校においても既存の南部町立（旧・睦合村立）睦合中学校と南部町立（旧・栄村立）栄中学校を統合した中学校を新たに設置することになった。その際場所として旧睦合村役場跡地が選ばれたが地盤が非常に脆く、かつその下は市街地だったため、造成の際は陸上自衛隊豊川駐屯地101建設大隊が支援を行ない、また校舎は鉄筋コンクリート造3階建の建物を3年かけて建設することになった。創立は1959年（昭和34年）であるが、校舎が建設中であったことから旧睦合中学校の校舎を西校舎、旧栄中学校の校舎を東校舎として使用し続け、1962年（昭和37年）5月に校舎の全面完成により全面移転することになった。
創立当初は遠隔地である佐野地区などから当校へ通う生徒のための寮（若杉寮）があったが、道路整備の進展と過疎化により1977年（昭和52年）を以て廃止されている。校舎の老朽化により1999年（平成13年）より新校舎の建設に着手し、2001年（平成15年）に3階建（一部2階建）の新校舎が竣工した。

### 現在の南部町立南部中学校
2003年（平成15年）に南部町（旧）と富沢町が合併し南部町（新）となり、富沢町内にあった富沢町立富河中学校（とみざわちょうりつ とみかわちゅうがっこう）と富沢町立万沢中学校（とみざわちょうりつ まんざわちゅうがっこう）の2校が南部町立の中学校となった。3校は暫く現状維持のまま推移したが少子化および過疎化の影響により、2011年（平成23年）4月を以て3校を閉校統合し、施設の新しい南部町立南部中学校（旧校）の校舎を利用して新生南部町立南部中学校が新設開校した。新設扱いのため校章および校歌は一新され、また新たにデザインされた制服も新1年生のみでなく2・3年生の分も町負担で新調支給されている。旧南部中学校だった生徒は今まで通り徒歩または自転車・電車で通学しているが、旧富沢町域の2校の生徒は学校まで距離があるためスクールバスで通学している。
校歌も新たに作られ、谷川俊太郎が作詞、久石譲が作曲を手掛けている。
山梨県立身延高等学校との連携型中高一貫教育が検討され、2019年（令和元年）度より身延町立身延中学校と共に、身延高との連携型中高一貫校となった。

### 年表
- 2011年（平成23年）
  - 4月1日 - 開校（旧南部中学校・富河中学校・万沢中学校）[6]
  - 11月26日 - 校歌・校章制定・校旗樹立式（この日が創立記念日となる）

## 学校行事
- 入学式（4月）
- 修学旅行（4月）：3年生が対象
- 宿泊研修（4月）：2年生が対象
- 職業体験（7月）：2年生が対象
- 携帯電話教室（7月）：携帯電話（スマートフォン含む）を所持する生徒が増えたことから、1学期末テスト終了後に行なわれる。
- 人権修会（7月）：2年生が対象
- 輝城祭（9月）：学園祭および体育祭の総称。旧制南部中学校時代は当地の資産家・教育者である近藤喜則が開いていた「蒙軒学舎」にちなみ「蒙軒祭」であった。
- 音楽発表会（11月）：「学校開放日」でもあり、この日に限り教職員や在学生以外も学校へ入ることができる。
- スキー教室（1月）：1年生が対象
- 卒業式（3月）

南部中学校（旧校）時代は2月に「立志式」が行われていた。これは2年生対象とした行事で、昔はこの年齢に元服を受けるため、その伝統が引き継がれたものである。
富河・万沢の各中学校では行なわれていなかったことと、2年生を対象とした行事が増えたことから現在は行なわれていない。

## 交通
- 最寄駅: JR身延線内船駅より徒歩15分
- 最寄バス: 南部町営バス「南部下本町」バス停より徒歩3分